# Lincoln Continental Mark Series
Lincoln Continental Mark Series – samochód osobowy klasy luksusowej produkowany pod amerykańską marką Lincoln w latach 1960–1986 oraz jako Lincoln Mark Series w latach 1986–1998.

## Pierwsza generacja

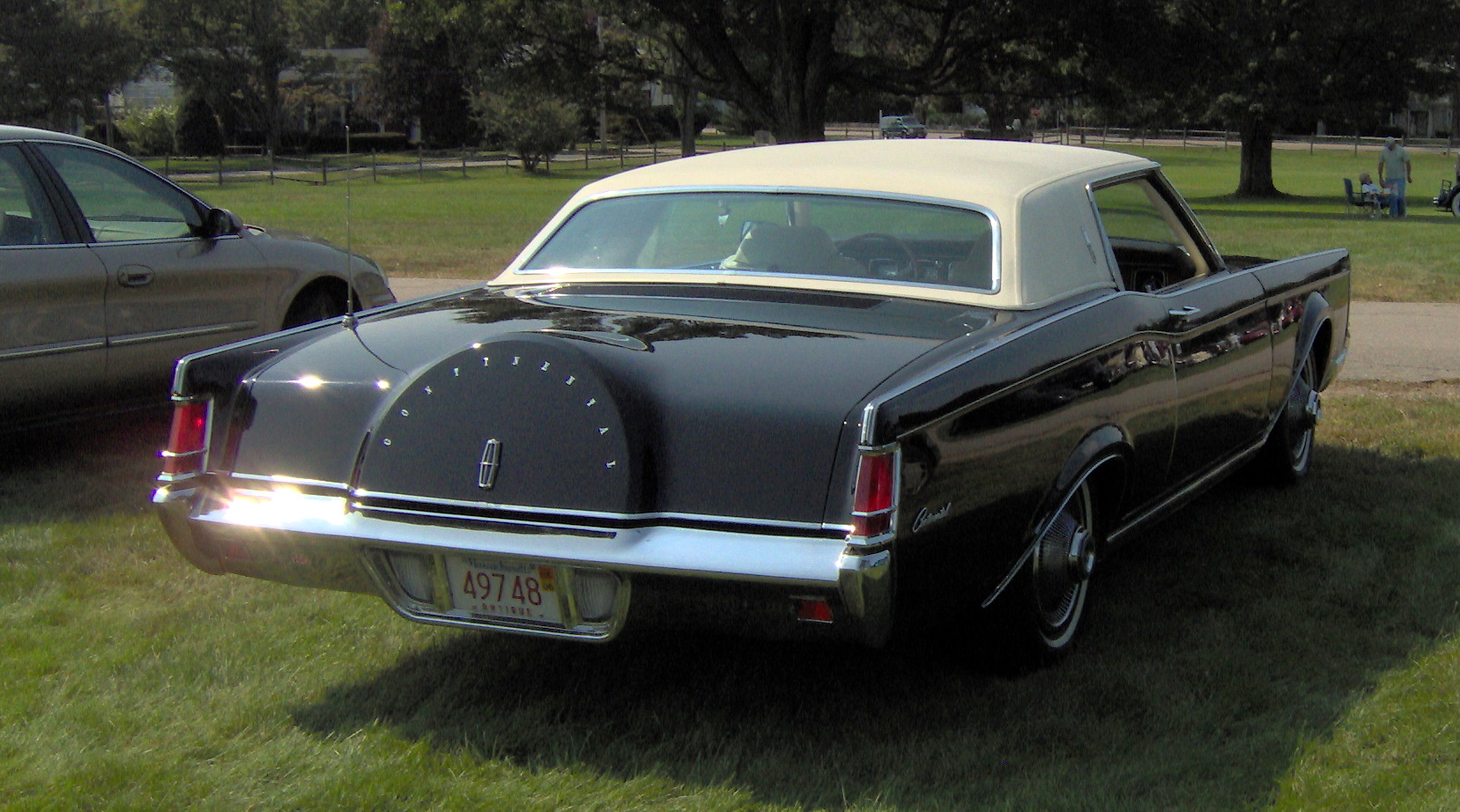
Lincoln Continental Mark III – tył

Lincoln Continental Mark III został zaprezentowany po raz pierwszy w 1968 roku.
Pod koniec lat 60. XX wieku Lincoln podjął decyzję o poszerzeniu swojej linii modelowej o luksusowe coupe opartej na bazie modelu Continental. Model Mark III uzyskał numeryczną nazwę w rzymskiej formie zapisu jako kontynuację wobec modeli Continental Mark Series, choć oferowane były one pod inną marką Continental.
Samochód utrzymano w typowych dla ówczesnych modeli marki kanciastych proporcjach, z prostokątnymi reflektorami w chowanych, obrotowych kloszach. Przód zdobiły przy tym prostokątna, duża chromowana atrapa chłodnicy, a także z tyłu umieszczono zaokrąglone wytłoczenie skrywające koło zapasowe.

### Silnik
- V8 7.5l 385

### Dane techniczne
- V8 7,5 l (7536 cm³), 2 zawory na cylinder, OHV
- Układ zasilania: 4-gardzielowy gaźnik
- Średnica cylindra × skok tłoka: 110,74 × 97,79 mm
- Stopień sprężania: 10,5:1
- Moc maksymalna: 370 KM (272 kW) przy 4800 obr./min
- Maksymalny moment obrotowy: 678 N·m przy 2800 obr./min
- Rozstaw kół tył/przód: 1575 mm
- Współczynnik oporu aerodynamicznego nadwozia: 0,55
- Przełożenie główne: 2,8:1 (opcjonalnie 3,0:1)
- Najmniejszy promień skrętu: 6,4 m

## Druga generacja

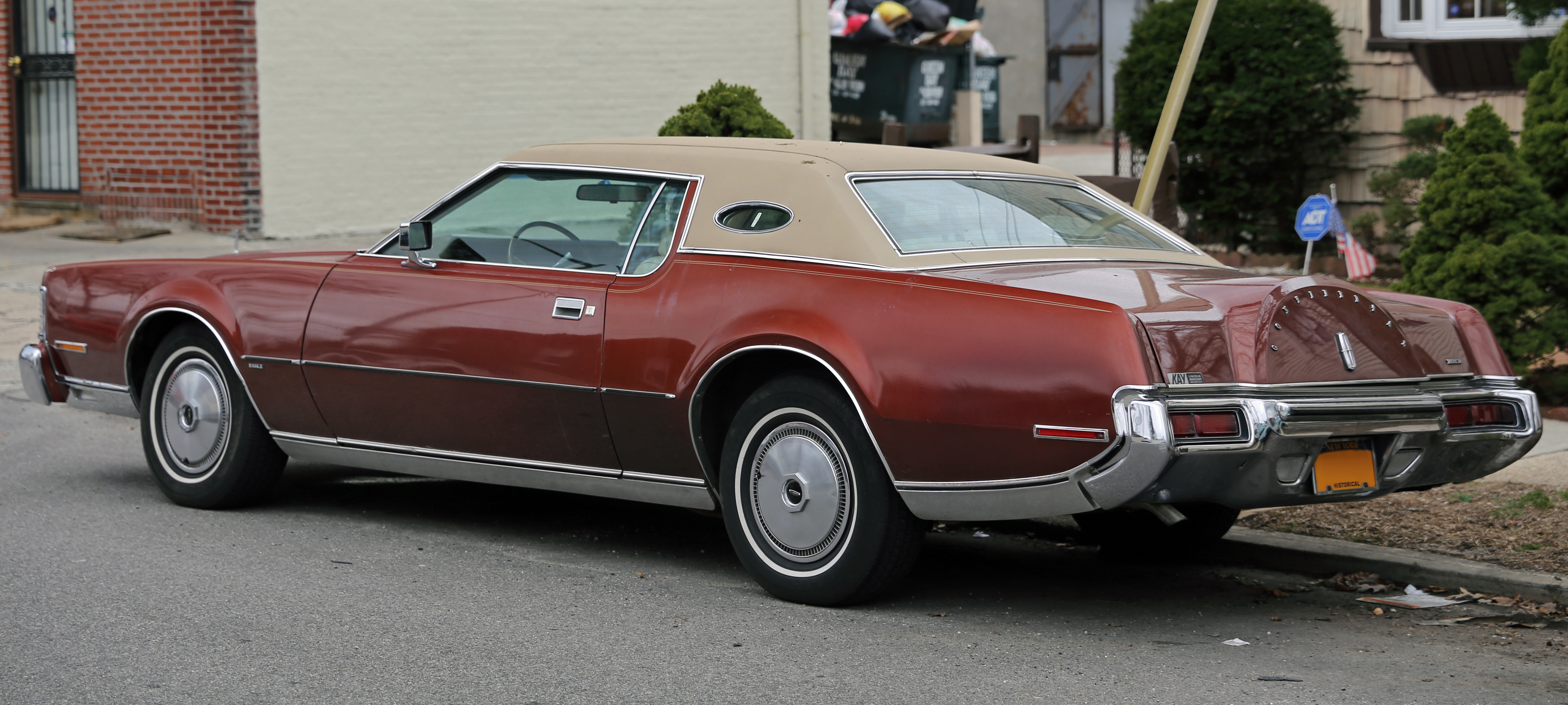
Lincoln Continental Mark IV – tył

Lincoln Continental Mark IV został zaprezentowany po raz pierwszy w 1972 roku.
Druga generacja linii modelowej Continental Mark Series przeszła ewolucyjny zakres modyfikacji, zyskując większe i masywniejsze nadwozie, przy jednocześnie smuklejszych proporcjach karoserii. Zwiększenie się wymiarów było widać szczególnie po wyraźnie dłuższej masce, a także wyraźniej zarysowanych błotnikach.
Charakterystycznym elementem wyglądu Continentala Mark IV pozostały duże, prostokątne reflektory montowane na chowanych, obrotowych kloszach, a także wytłoczenie skrywające koło zapasowe znajdujące się przy tylnej krawędzi klapy bagażnika.

### Silnik
- V8 7.5l 385

### Dane techniczne
- V8 7,5 l (7536 cm³), 2 zawory na cylinder, OHV
- Układ zasilania: gaźnik 4-gardzielowy
- Średnica cylindra × skok tłoka: 110,74 mm × 97,79 mm
- Stopień sprężania: 8,0:1
- Moc maksymalna: 211 KM (155 kW) przy 4400 obr./min
- Maksymalny moment obrotowy: 458 N·m przy 2800 obr./min
- Rozstaw kół tył/przód: 1603/1600 mm
- Współczynnik oporu aerodynamicznego nadwozia: 0,55
- Przełożenie główne: 2,75:1 (opcjonalnie 3,00:1)

## Trzecia generacja

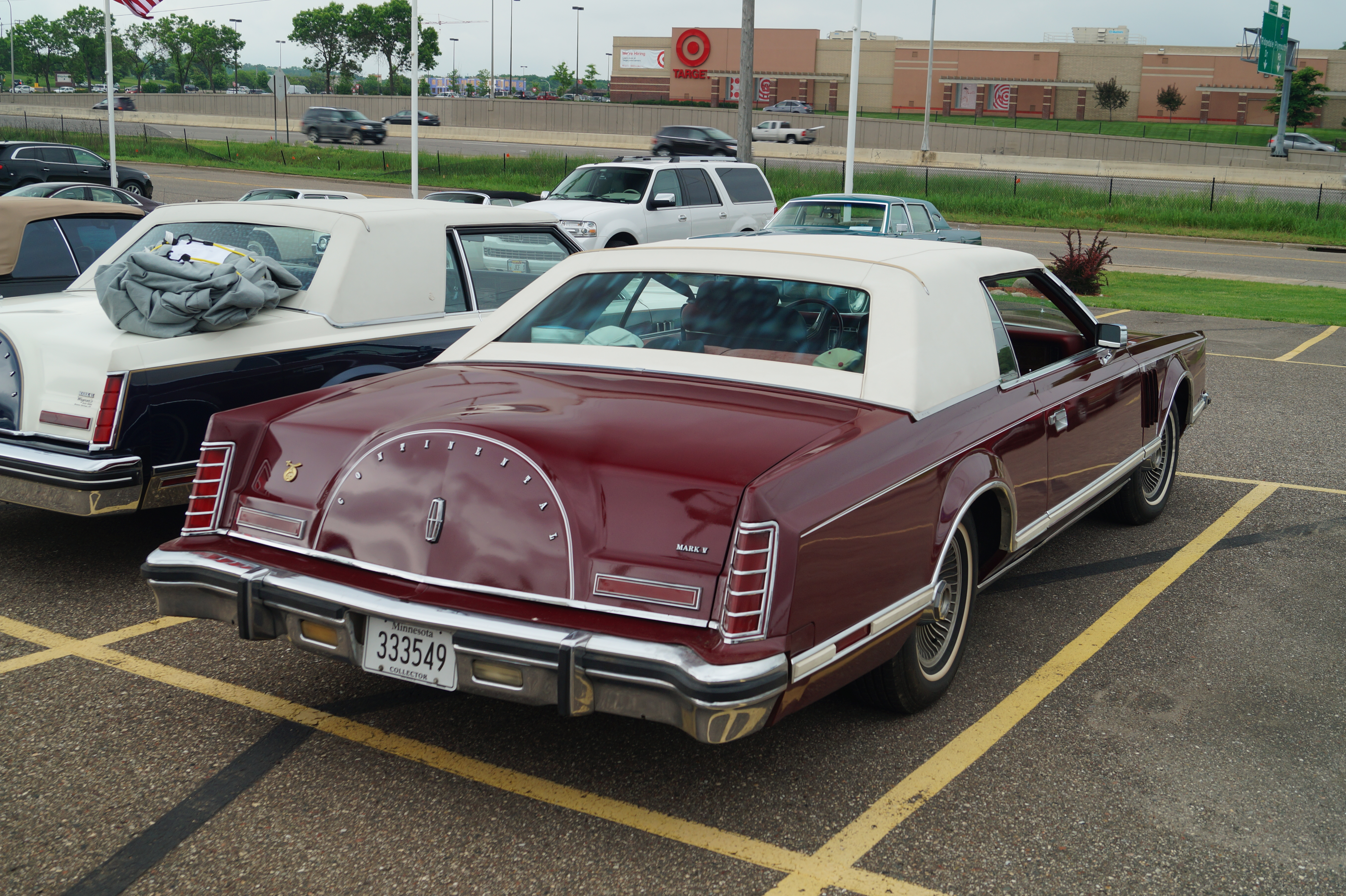
Lincoln Continental Mark V – tył

Lincoln Continental Mark V został zaprezentowany po raz pierwszy w 1977 roku.
Trzecia generacja linii modelowej Continental Mark Series, która w stosunku do poprzednika przeszła skromne zmiany wizualne, a modyfikacje objęły głównie sferę techniczną. Nadwozie zostało usztywnione, w środku pojawił się przestylizowany kokpit i bogatsze wyposażenie standardowe. Pod względem wyglądu nadwozia, największych zmian dokonano w tylnej części nadwozia, która zyskała inaczej wyglądające lampy. Charakterystyczną cechą wyglądu było dwukolorowe nadwozie z dachem pokrytym skórą.

### Silniki
- V8 6,6l 335
- V8 7,5l 385

### Dane techniczne
- V8 7,5 l (7536 cm³), 2 zawory na cylinder, OHV
- Układ zasilania: gaźnik
- Średnica cylindra × skok tłoka: 110,74 mm × 97,79 mm
- Stopień sprężania: 8,0:1
- Moc maksymalna: 211 KM (155 kW) przy 4000 obr./min
- Maksymalny moment obrotowy: 483 N•m przy 2000 obr./min
- Rozstaw kół tył/przód: 1590/1603 mm
- Współczynnik oporu aerodynamicznego nadwozia: 0,55
- Przełożenie główne: 2,75:1

## Czwarta generacja

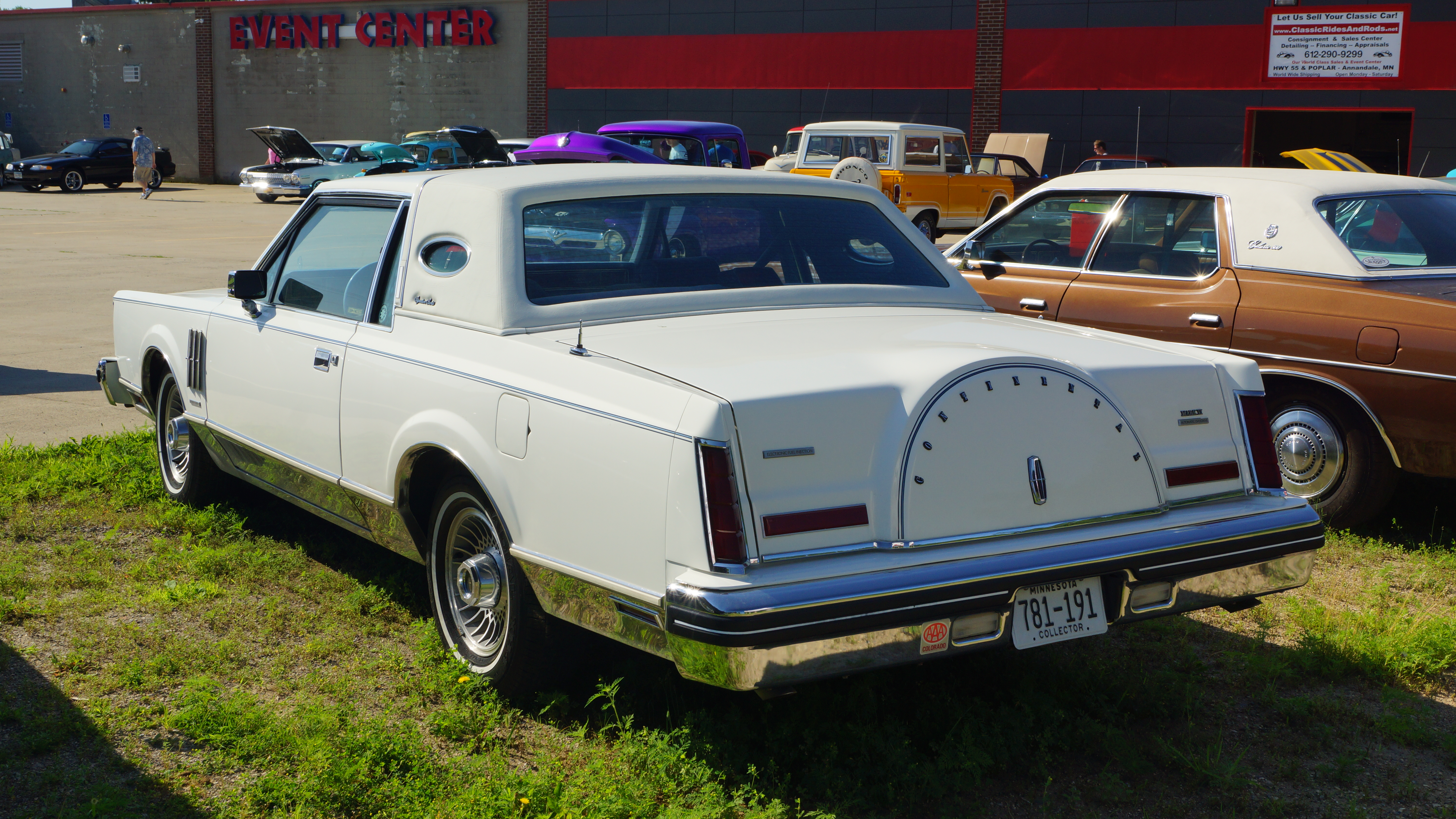
Lincoln Continental Mark VI – tył

Lincoln Continental Mark VI został zaprezentowany po raz pierwszy w 1980 roku.
W ramach wdrożonej przez koncern Ford polityki zmniejszenia nadwozi topowych modeli, także i kolejna odsłona Continentala Mark Series stała się lżejsza i mniej masywna. Nadwozie zachowało kanciaste kształty znane z poprzedników, a także charakterystyczne rozwiązania wizualne – po raz ostatni z przodu pojawiły się składane reflektory umieszczone na obrotowych kloszach, a z tyłu tak wyraźnie zaakcentowano pokrywę koła zapasowego.

### Silniki
- V8 4.9l Windsor
- V8 5.8l Windsor

### Dane techniczne
- V8 Windsor 5,8 l (5766 cm³), 2 zawory na cylinder, OHV
- Układ zasilania: gaźnik
- Średnica cylindra × skok tłoka: 101,60 mm × 88,90 mm
- Stopień sprężania: 8,3:1
- Moc maksymalna: 142 KM (104,5 kW) przy 3400 obr/min
- Maksymalny moment obrotowy: 359 N•m przy 2000 obr/min
- Rozstaw kół tył/przód: 1575/1580 mm
- Współczynnik oporu aerodynamicznego nadwozia: 0,5
- Przełożenie główne: 3,08:1
- Prześwit: 165 mm
- Najmniejszy promień skrętu: 6,1 m
- Opony 205/75 R15

## Piąta generacja

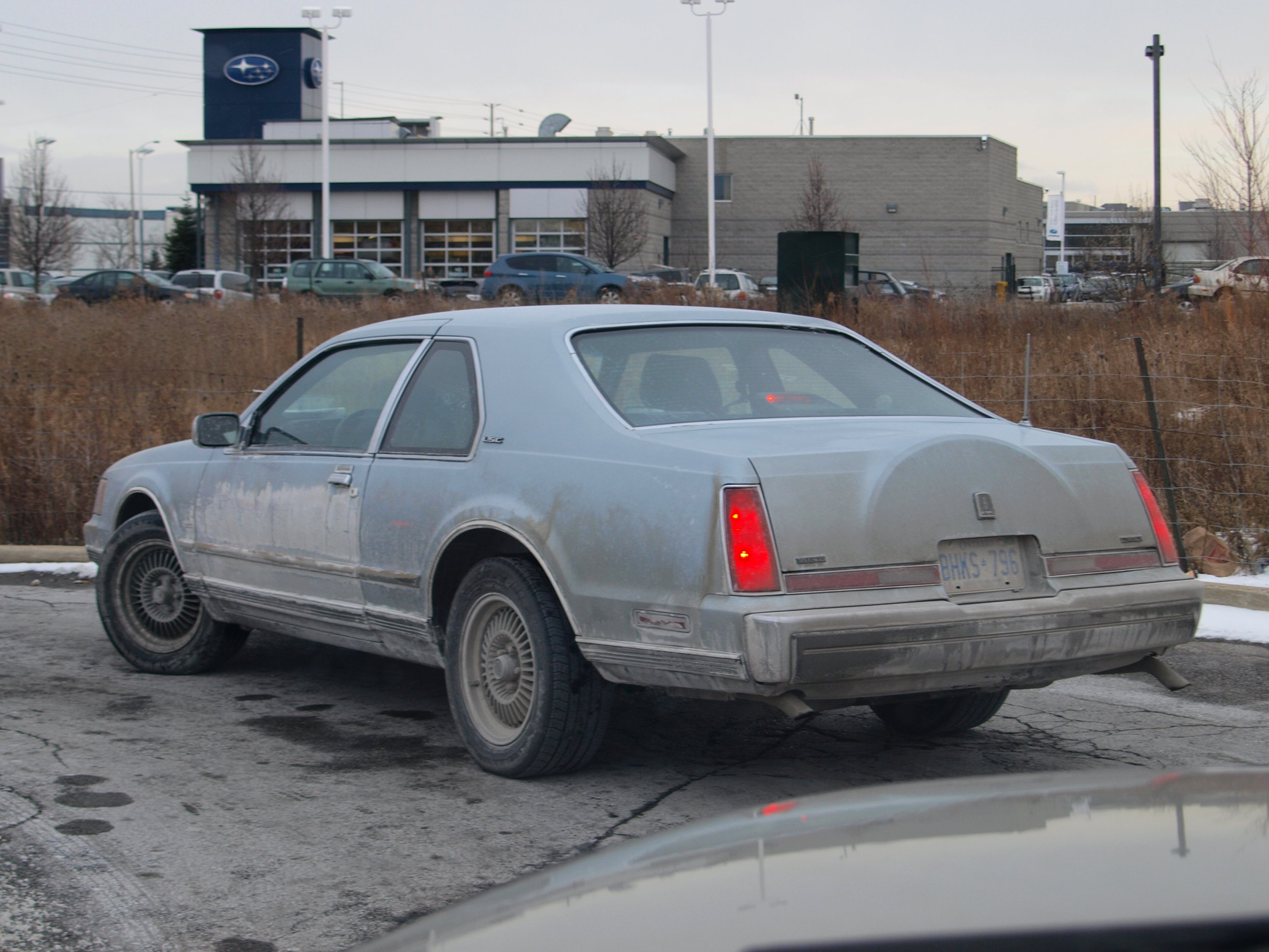
Lincoln Continental Mark VII – tył

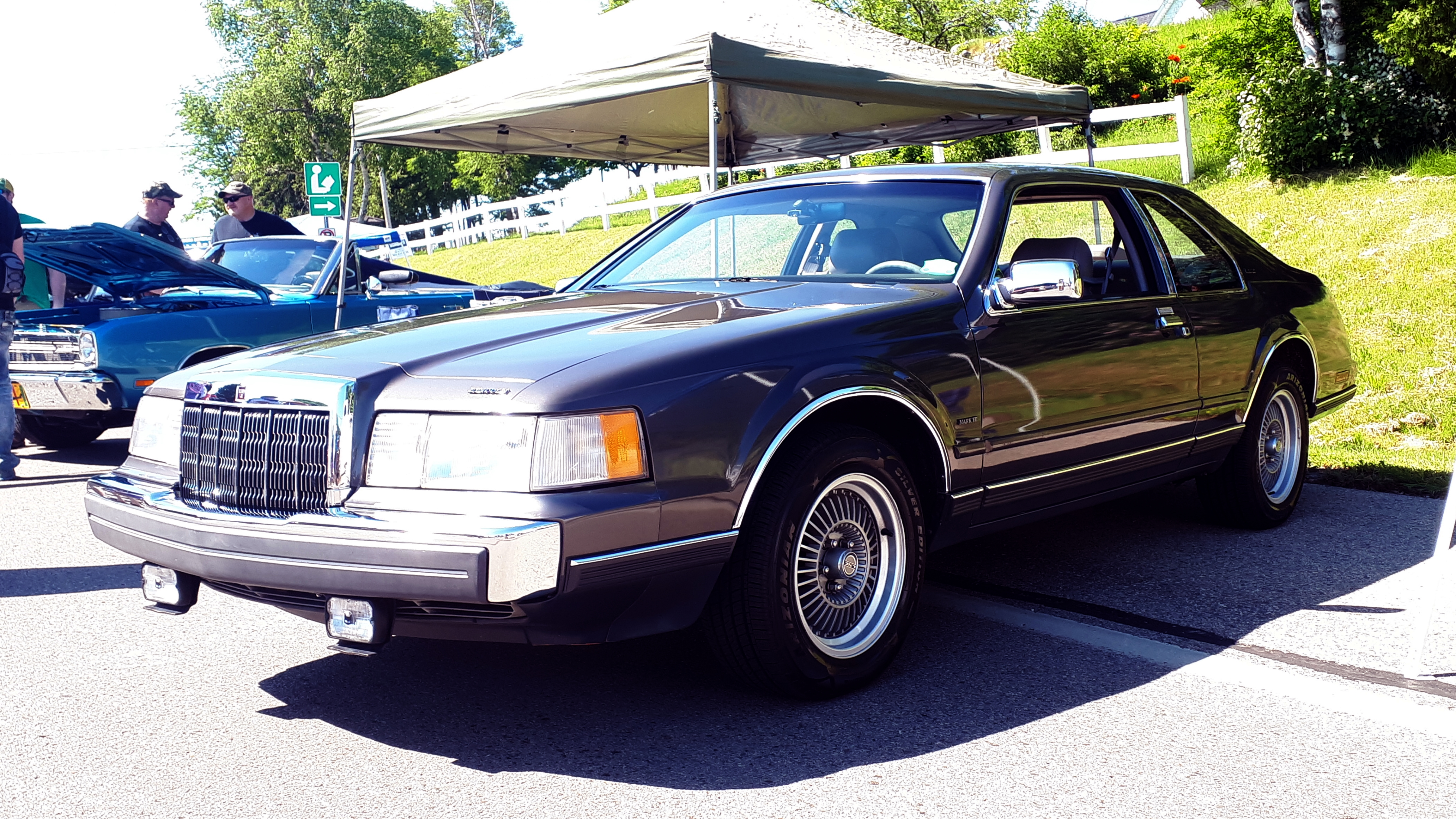
Lincoln Mark VII

Lincoln Continental Mark VII został zaprezentowany po raz pierwszy w 1983 roku.
Piąta generacja Continentala Mark Series powstała według nowej koncepcji w ramach obszernej modernizacji oferty, jaką koncern Ford przeprowadził we wszystkich markach wchodzących w skład swojego północnoamerykańskiego portfolio. 
W ten sposób Continental Mark VII stał się bliźniaczą konstrukcją wobec modeli Ford Thunderbird oraz Mercury Cougar, razem z nimi powstając na platformie Ford Fox, pełniąc wobec nich funkcję najbardziej luksusowego modelu. Nadwozie stało się znacznie mniejsze, zyskując zaokrąglone proporcje.

### Zmiana nazwy
W 1986 roku podjął decyzję o zmianie nazwy swojego topowego coupe, po raz pierwszy w historii skracając nazwę do Lincoln Mark VII, usuwając z niej człon Continental. Zmiana nazwy nie wiązała się z modyfikacjami wizualnymi – zdecydowano się jedynie na małe poprawki w wyposażeniu.

### Silniki
- L6 2.4l BMW
- V8 5.0l Windsor

### Dane techniczne
- R6 BMW M21 2,4 l (2443 cm³), 2 zawory na cylinder, SOHC, turbo
- Układ zasilania: wtrysk
- Średnica cylindra × skok tłoka: 80,00 mm × 81,00 mm
- Stopień sprężania: 22,0:1
- Moc maksymalna: 117 KM (86 kW) przy 4800 obr./min
- Maksymalny moment obrotowy: 210 N•m przy 2400 obr./min
- Rozstaw kół tył/przód: 1499/1483 mm
- Współczynnik oporu aerodynamicznego nadwozia: 0,38
- Przełożenie główne: 2,73/3,73:1
- Najmniejszy promień skrętu: 6,11 m
- Opony: 215/70 R15

## Szósta generacja

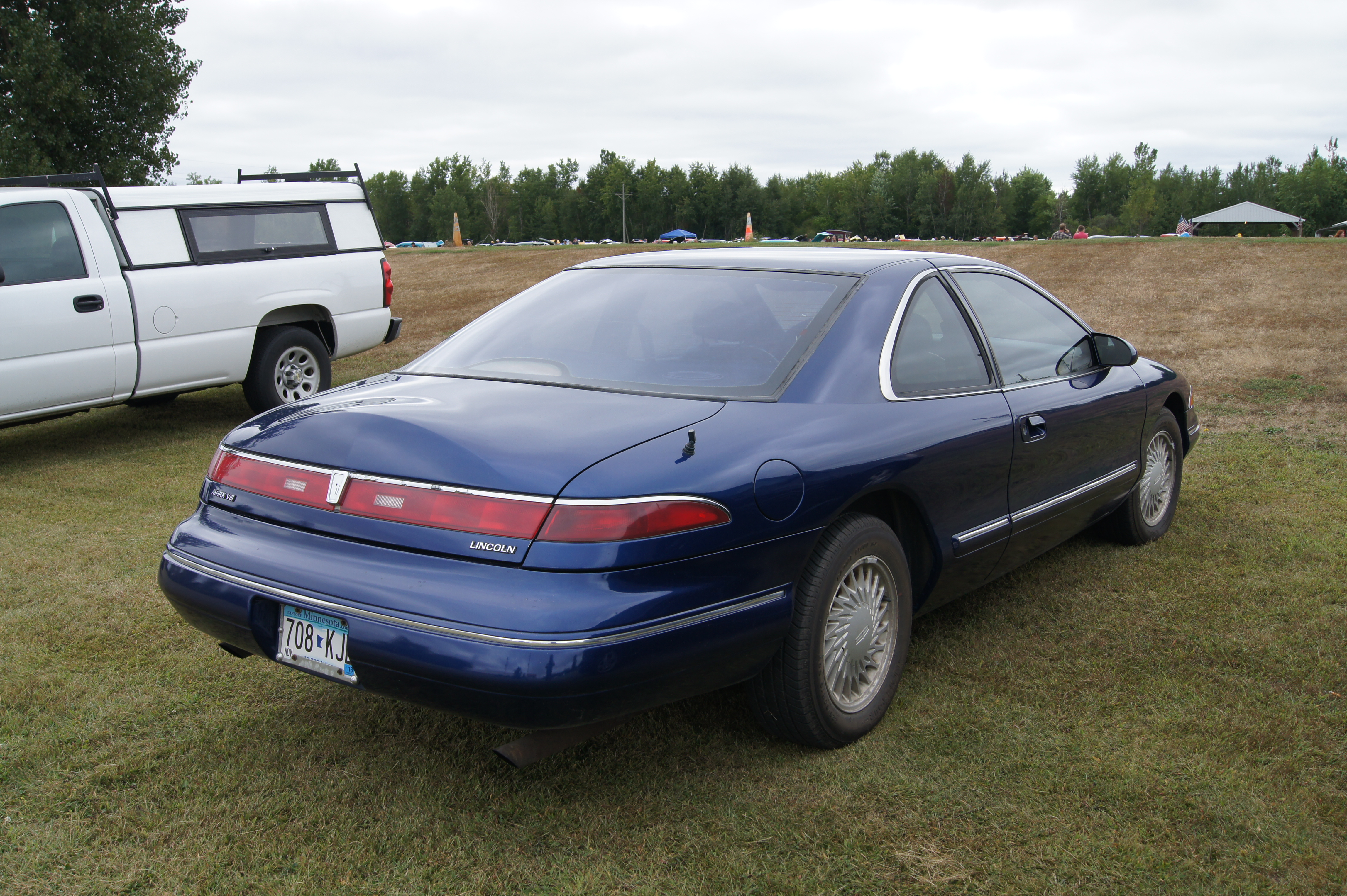
Lincoln Mark VIII – tył

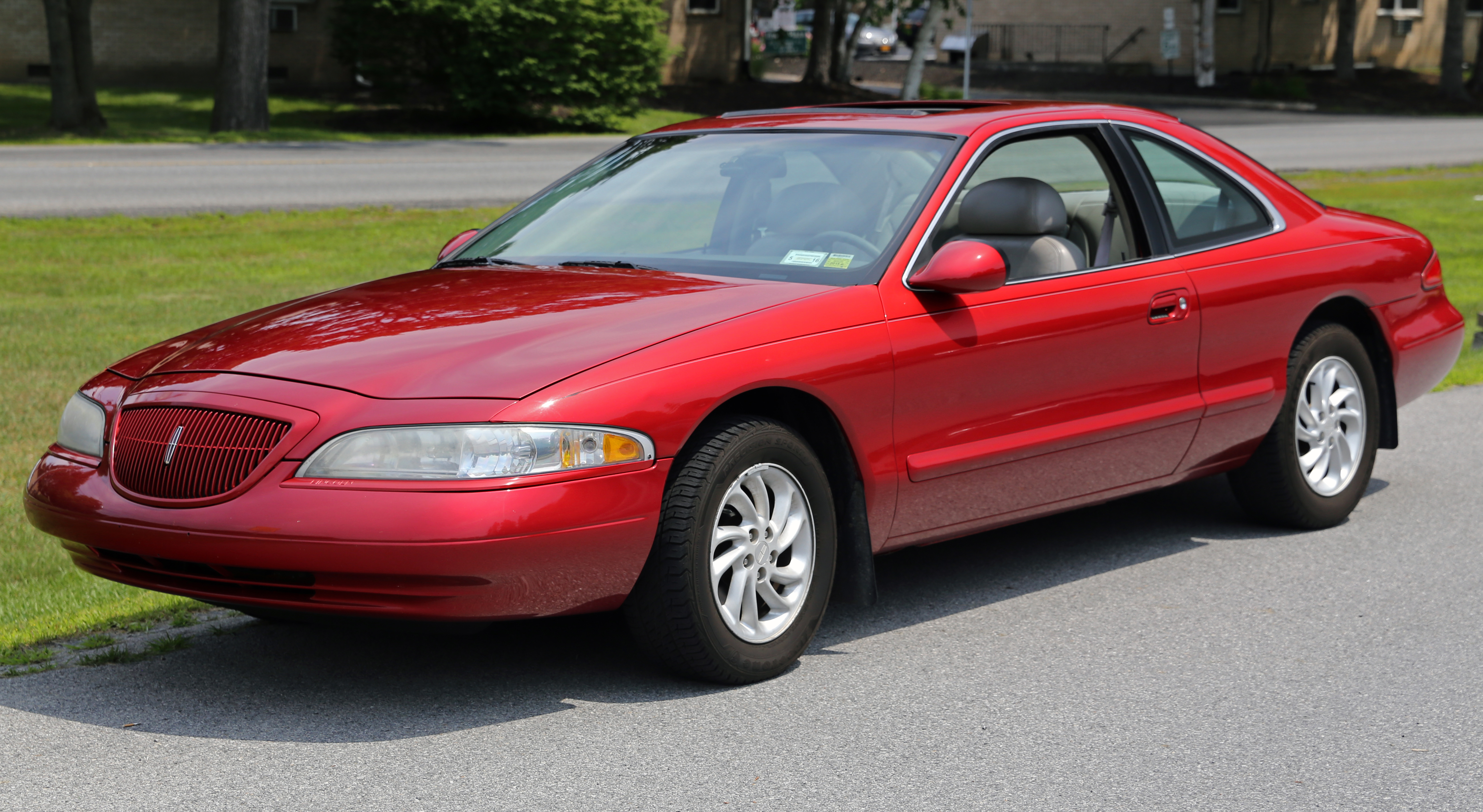
Lincoln Mark VIII po liftingu

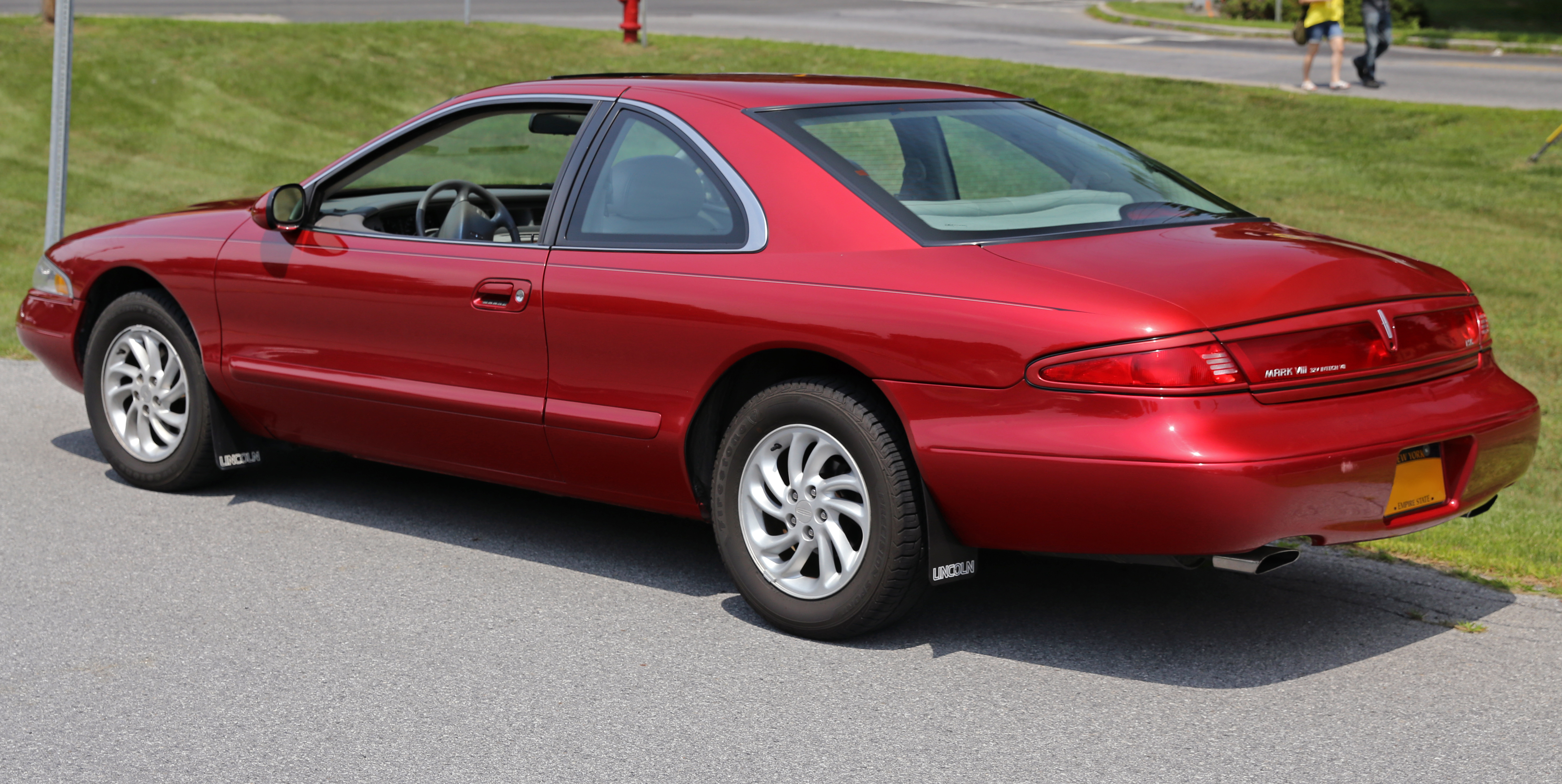
Lincoln Mark VIII – tył po liftingu

Lincoln Mark VIII został zaprezentowany po raz pierwszy w 1992 roku.
Jesienią 1992 roku Lincoln przedstawił nowy i zarazem ostatni model w serii modelowej Mark Series. Mark VIII powstał według nowego języka stylistycznego firmy, charakteryzując się awangardową stylistyką ze smukłymi, aerodynamicznymi proporcjami karoserii.
Z przodu pojawiły się wąskie, podłużne reflektory tworzące jeden pas z węższą, chromowaną atrapą chłodnicy. Także i tylną część nadwozia zdobiły jednoczęściowe, podłużne lampy biegnące przez całą szerokość pasa tylnego.

### Lifting
We wrześniu 1996 roku Lincoln przeprowadził ostatnie zmiany w Mark VIII, gruntownie zmieniając wygląd zarówno tylnej, jak i przedniej części nadwozia. Zniknęły chromowane ozdobniki na rzecz większej liczby elementów w kolorze nadwozia, a także pojawiły się większe reflektory. Produkcja zakończyła się niespełna dwa lata później, w 1998 roku, bez prezentacji następcy.

### Silnik
- V8 4.6l Intech

### Dane techniczne
- V8 4,6 l (4601 cm³), 4 zawory na cylinder, DOHC
- Układ zasilania: wtrysk
- Średnica cylindra × skok tłoka: 90,20 mm × 90,00 mm
- Stopień sprężania: 9,9:1
- Moc maksymalna: 284 KM (209 kW) przy 5500 obr/min
- Maksymalny moment obrotowy: 386 N•m przy 4500 obr/min
- Przyspieszenie 0-100 km/h: 7,1 s
- Prędkość maksymalna: b/d